# Chikimli (Fizouli)
Chikimli est un village de la région de Fizouli en Azerbaïdjan.

## Histoire
En 1993-2020, Chikimli était sous le contrôle des forces armées arméniennes. En 2020, la région de Fizouli, y compris le village de Chikimli a été rétrocédée à l'Azerbaïdjan.

## Géographie
Le village de Chikimli de la région de Fizouli est situé dans la circonscription administrative du village d'Utchboulag.

## Économie
La principale occupation de la population est l'élevage et l'agriculture.